# علیرضا سلیمی (بازیکن فوتبال)
علیرضا سلیمی (زاده ۴ اسفند ۱۳۶۲) بازیکن سابق و مربی فوتبال اهل ایران می‌باشد. او در تابستان ۱۳۸۹ به عنوان دروازه‌بان سوم به باشگاه فولاد پیوست. او اولین بار در هفته ۲۹ام در حالی که میثاق معمارزاده و خالد شحیطاوی مصدوم بودند به میدان رفت او در محله های جنوب تهران محله فلاح در تیم های محلات مانند المهدی زیر نظر حسین درستکار ملقب به عمو حسین در زمین تهران پرورش ورشد یافت.
او چنان عملکرد خوبی داشت که تا پایان فصل در چهار دیدار دیگر به بازی گرفته شد. او در فصل بعد دروازه‌بان اول فولاد شد و در فصل ۹۳_۹۴ توسط کارلوس کی روش به تیم ملی دعوت شد و همچنین رکورد کلین شیت (دروازه بسته) را در آن فصل شکست.

## عملکرد باشگاهی
آخرین به روز رسانی ۱۶ تیر ۱۳۹۲
| باشگاهی | باشگاهی       | باشگاهی       | لیگ  | لیگ                             | جام      | جام      | قاره | قاره | مجموع | مجموع |
| فصل     | باشگاه        | لیگ           | بازی | گل                              | بازی     | گل       | بازی | گل‌   | بازی  | گل‌    |
| ایران   | ایران         | ایران         | لیگ  | لیگ                             | جام حذفی | جام حذفی | آسیا | آسیا | مجموع | مجموع |
| ------- | ------------- | ------------- | ---- | ------------------------------- | -------- | -------- | ---- | ---- | ----- | ----- |
| ۸۹–۸۸   | تربیت یزد     | جام آزادگان   | ۱۷   | ۰                               | ؟        | ۰        | -    | -    | ؟     | ۰     |
| ۹۰–۸۹   | فولاد خوزستان | جام خلیج فارس | ۵    | ۰                               | ۰        | ۰        | -    | -    | ۵     | ۰     |
| ۹۱–۹۰   | فولاد خوزستان | جام خلیج فارس | ۲۵   | ۰                               | ۳        | ۰        | -    | -    | ۲۸    | ۰     |
| ۹۲–۹۱   | فولاد خوزستان | جام خلیج فارس | ۸    | ۰                               | ۰        | ۰        | -    | -    | ۸     | ۰     |
| کل دوره | کل دوره       | کل دوره       | ۵۵   | ۰\|\|\|\|۰\|\|\|۰\|\|۰\|\|\|\|۰ |          |          |      |      |       |       |